# Natalia Ivanova (taekwondo)
Pour les articles homonymes, voir Natalia Ivanova.
Natalia Nikolaïevna Ivanova (en russe : Наталья Николаевна Иванова), née le 1er septembre 1971 à Oussolie-Sibirskoïe (Union soviétique), est une taekwondoïste russe.
Elle est médaillée d'argent aux Championnats du monde de taekwondo 1997 à Hong Kong en catégorie poids lourds avant d'obtenir une deuxième place aux Jeux olympiques d'été de 2000 à Sydney dans la même catégorie.